# تبادل السلطة السلمي (إسبانيا)

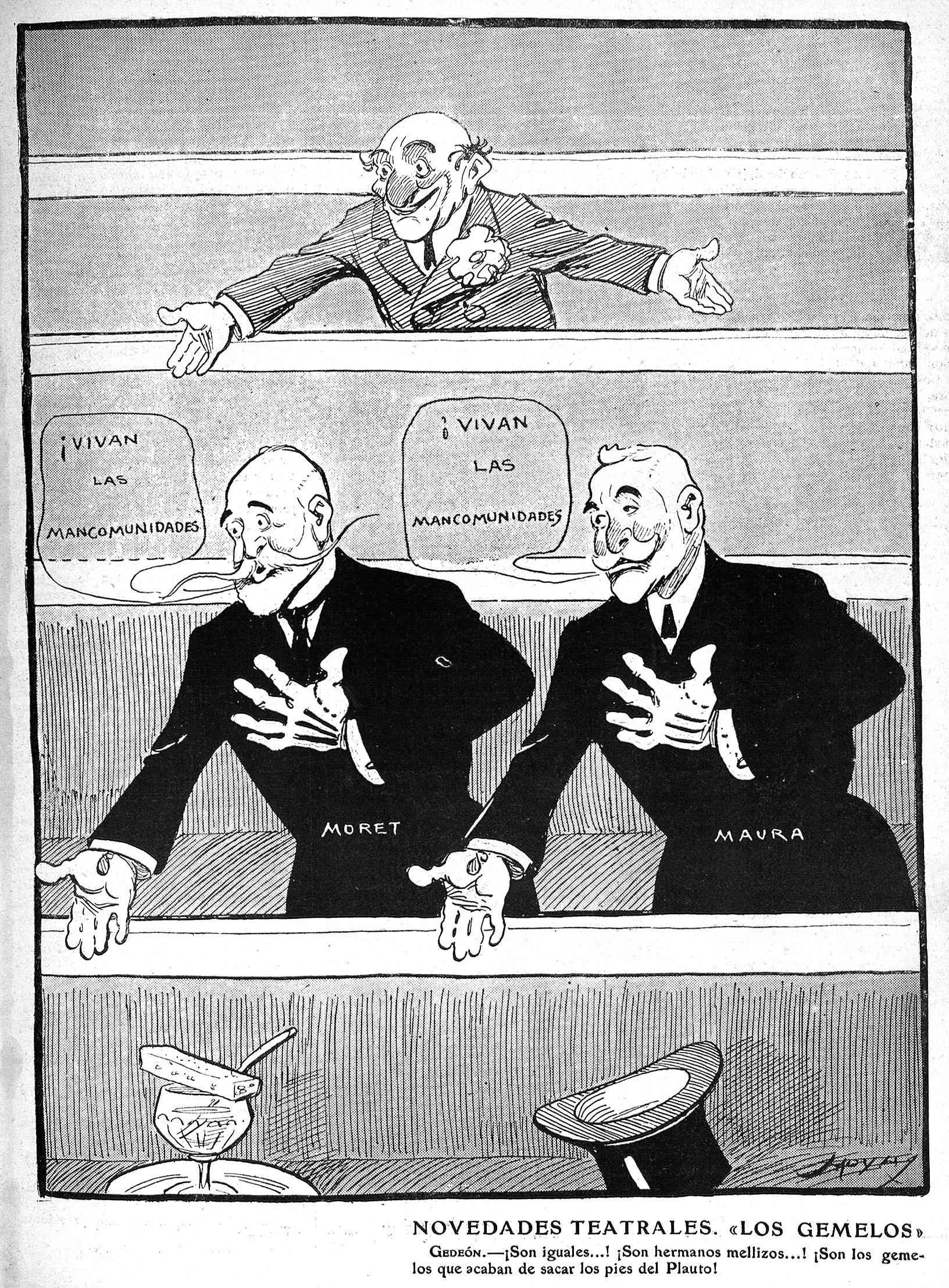
المسرحية الجديدة "التوأم" من المجلة الإسبانية Gedeón سنة 1909.

التداول السلمي للسلطة (بالإسبانية: El Turno Pacífico)‏ هو نظام وضعه أنطونيو كانوباس ديل كاستيو، حيث قام الحزبان الرئيسيان وهما حزب كانوباس الملكي: حزب المحافظين (أو المحافظين الليبراليين في يمين الوسط) و الحزب الليبرالي بحيث يتبادلان الحكم بينهما.
وكانت ملامحه الرئيسية هي أن يقوم الملك باختيار الحكومة أولا ثم «إجراء» الانتخابات بنظام القوائم (بالإسبانية: encasillado)‏ لضمان الفوز. كل هذا كان نتاج تخطيط بعد قرن كامل من عدم الاستقرار السياسي والعديد من الحروب الأهلية، كان هدف عودة البوربون هو ضمان الاستقرار السياسي في إسبانيا.
جرى نظام تداول السلطة في حقبة وصاية ماريا كريستينا دي هابسبورغ (1885-1902)، وخاصة بعد حكومة ليبرالية طويلة (1885-1890) وما يسمى باتفاق إل باردو الذي أنشأ اتفاق بين كانوفاس وساغاستا والواصية على تولي السلطة من أجل حماية الملكية نفسها ضد الكارليين وتهديد الجمهوريون.
بعد فترة من المنصب يتحول دور الحكم إلى المعارضة. وكان مفتاح النظام هو الربط بين وزير الداخلية وحكام المقاطعات المدنيين والزعماء المحليين (كاسيكس). ومع هذا النظام، لم يشهد أي قطاع من البرجوازية بالعزلة ويمكن مضاعفة الرعاية والاهتمام. وقد عملت بفعالية حتى سنة 1898، ولكنها أصبحت أكثر صعوبة في العمل بسبب الانقسامات داخل الحزبين الرئيسيين وتزايد تعبئة قطاعات الناخبين.
ظهرت المعارضة المتنامية لهذا النظام بداية في كاتالونيا بعد هزيمة أسبانيا في الحرب الإسبانية الأمريكية. ثم جرت فترة من عدم الاستقرار الخطير في 1918 و 1919. ولكن جرت محاولة جادة بين 1920 و 1923 لإعادة بناء نظام تداول السلطة. وقد انتهى هذا النظام مع الانقلاب العسكري الذي قام به الجنرال ميغيل بريمو دي ريفيرا في سبتمبر 1923.
وقد استبعد هذا النظام جميع الأحزاب الأخرى من إمكانية الفوز. وقد تحقق ذلك خلال تزوير الانتخابات: بحيث وجه الزعماء المحليين (كاسيكس) رجالهم في معظم الدوائر الانتخابية لمن يصوتون. وعلى الرغم من تطبيق هذا النموذج على المملكة المتحدة إلا أنه افتقر إلى استجابة الرأي العام الشعبي (حتى 1914).